# Apera triaristata
Apera triaristata là một loài thực vật có hoa trong họ Hòa thảo. Loài này được Dogan mô tả khoa học đầu tiên năm 1982.